# By the Grace of God (bài hát)
"By the Grace of God" (tạm dịch: "Nhờ ân huệ của Chúa") là một bài hát của ca sĩ người Mỹ Katy Perry từ album phòng thu thứ tư của cô, Prism (2013), được bao gồm như là bản nhạc cuối cùng của phiên bản tiêu chuẩn. Bài hát được viết và sản xuất bởi Perry và nhà sản xuất thu âm người Canada Greg Wells. Nó được hình thành sau khi Perry ly hôn với nam diễn viên người Anh và diễn viên hài Russell Brand. Điều này đã khiến Perry thay đổi ý định tạo ra một album "đen tối hơn", nhưng thay vào đó ca khúc này đã được đưa vào album, thay đổi toàn diện nội dung của Prism. Trong suốt lời bài hát tự truyện của mình, Perry được miêu tả là tìm thấy sức mạnh của mình và tự mình đứng lên.
Ca khúc lần đầu tiên được công bố tại tập đầu của Perry tại Lễ hội âm nhạc Apple 2013. Khi phát hành Prism, "By the Grace of God" đã nhận được những đánh giá chung từ các nhà phê bình âm nhạc, những người đánh giá cao sự dễ bị tổn thương của nó và chọn nó là một trong những điểm nhấn âm nhạc trong album, nhưng chỉ trích vị trí của nó trong bản thu âm. Sau khi phát hành album, nó đã lọt vào các bảng xếp hạng âm nhạc khác nhau do tải xuống kỹ thuật số mạnh mẽ.

## Bối cảnh và sản xuất

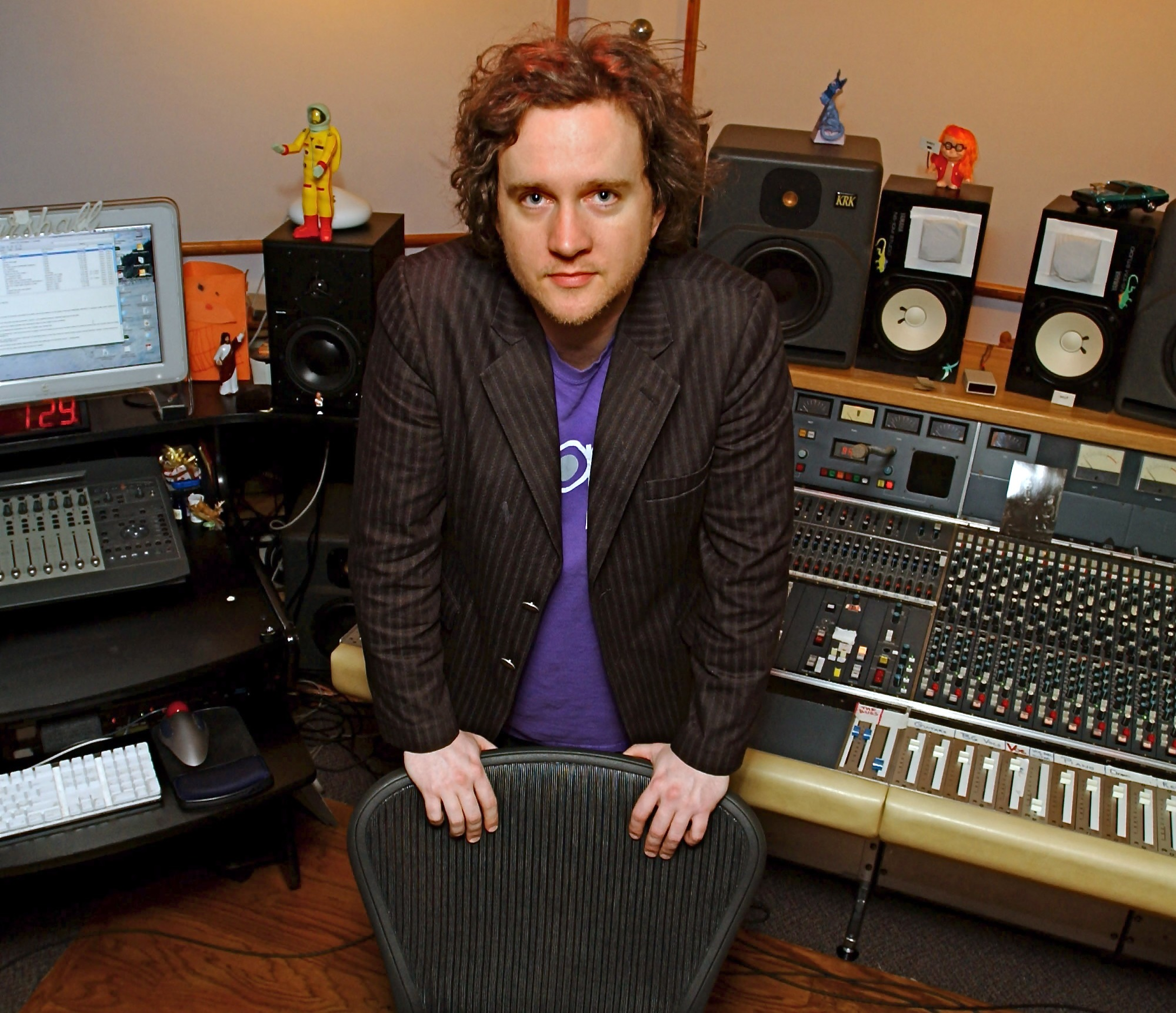
Nhà sản xuất thu âm người Canada và cộng tác viên thường xuyên Greg Wells (ảnh) đồng sáng tác và đồng sản xuất "By the Grace of God" với Perry.

Sau khi nam diễn viên người Anh và diễn viên hài Russell Brand ly dị Perry vào cuối tháng 12 năm 2011, cô đã rất quẫn trí và có ý định tự tử.  Greg Wells, người hỗ trợ Perry sáng tác "By the Grace of God", đã bình luận về tình huống này: "Tôi nghĩ rằng cô ấy cảm thấy bị đá vào đầu và rất xấu hổ khi bị ly dị bởi một tin nhắn văn bản". Sau khi vượt qua suy nghĩ tự tử và cú sốc ban đầu, cô cảm thấy được nhắc nhở tạo ra một dự án "đen tối" hơn so với các album trước đây của cô. Thay vào đó, cô chuyển toàn bộ sự kiện ly hôn thành "By the Grace of God", trong đó lời bài hát của nó miêu tả Perry chiến đấu chống lại những suy nghĩ tự tử của cô khi nằm trên sàn phòng tắm. Trong một cuộc phỏng vấn với Entertainment Weekly, Perry đã nói về cảm giác của cô ấy trong cuộc chia tay: "Hãy tưởng tượng những gì bạn trải qua. Hãy tưởng tượng những gì xảy ra khi bạn trải qua một cuộc chia tay. Tất cả chúng ta đều trải qua những cuộc chia tay và tất cả chúng ta đều rất chán nản và tuyệt vọng. " 
"By the Grace of God" đã được tiết lộ cho những người trong ngành trong một bữa tiệc lắng nghe Prism được tổ chức tại Manhattan, trong khi việc đưa nó vào danh sách ca khúc trong album đã được xác nhận vào ngày 1 tháng 10 năm 2013. Perry xác nhận rằng bài hát này là bài hát duy nhất có trong Prism về việc cô ly hôn với Brand. Tuy nhiên, bài hát "Ghost", cũng có mặt trên Prism, bao gồm các tài liệu tham khảo về vụ ly hôn, đặc biệt là lời bài hát "Bạn đã gửi một văn bản, nó giống như cơn gió đã thay đổi suy nghĩ của bạn", mặc dù Perry nói rằng bài hát không phải là về sự chia rẽ. Cô nói thêm: "Đó là điều buồn cười - không phải là về chương đó trong cuộc đời tôi, mọi người nghĩ rằng một số bài hát nhất định là về một số người nhất định và chỉ có một bài hát về thời gian đó trong cuộc đời tôi và bài hát đó là 'By the Grace of God '".
Không giống như nhiều bài hát trong album được viết bởi vô số cộng tác viên, "By the Grace of God" được sáng tác duy nhất bởi Perry và Greg Wells. Wells cũng đồng sáng tác "Chọn trận đấu của bạn", ca khúc thưởng thứ ba từ phiên bản cao cấp của album. Đối với bài hát này, anh đã góp phần chơi trống, piano và tổng hợp. Bài hát được Ian McGregor thiết kế tại Rocket Carousel Studio ở Los Angeles, và được phối bởi Serban Ghenea tại MixStar Studios, Virginia Beach.

## Giai điệu
Tại một chiều dài bốn phút và hai mươi bảy giây, "nhờ ân sủng của Thiên Chúa" là một pop  đàn piano-driven ballad điện. Với một sản phẩm bị loại bỏ, nhạc cụ của nó chủ yếu bao gồm âm thanh của các nhạc cụ khác nhau, như trống, piano và tổng hợp cùng với trống quân sự. Trong suốt bài hát, trống, piano và nhạc tổng hợp được sử dụng trong nhạc cụ của nó. Theo bản nhạc được xuất bản bởi Alfred Publishing Co., Inc. trên Musicnotes.com, nó được sáng tác trong khóa của G nhỏ và theo nhịp 4
4 với nhịp độ 82 nhịp mỗi phút. Các nhịp điệu dải âm của B ♭ 3 đến D 5, trong khi âm nhạc sau những tiến triển âm của Gm-E ♭ sus2-B ♭ -Gm-E ♭ sus2-Fsus4.  

## Đánh giá
Sau khi phát hành, "By the Grace of God" đã nhận được những đánh giá tích cực. Jason Lipshutz từ Billboard nghĩ rằng bài hát này "rõ ràng không phải là người hâm mộ giá vé radio được sử dụng từ ngôi sao nhạc pop (Perry)", nhưng nó "rất quan trọng đối với bất kỳ ai cố gắng hiểu tâm trí Prism của Perry". Philip Matusavage từ musicOMH coi rằng "thực tế rằng [" By the Grace of God "] là điểm nổi bật của album và là bài hát duy nhất được viết bởi ít hơn ba người" là một chỉ báo về những gì Perry nên làm tiếp theo. Greg Kot từ Chicago Tribune đánh giá cao "Ghost" và "By the Grace of God" vì đã cho phép lỗ hổng của Perry "thấm qua". Trong bài đánh giá về Prism, Sam Lansky từ Idolator cho thấy mình bị chia rẽ tương đối với bài hát: anh ấy đã phân loại nó là "thứ thông thường nhất [trong album]" mặc dù anh ấy ngay lập tức tuyên bố đó là "cũng là thứ hấp dẫn nhất về mặt cảm xúc" trong đó.
Randall Roberts từ Los Angeles Times đã khẳng định rằng bài hát này là "vũ trụ" và nó có "tiếng vo ve, căng thẳng tối tăm trong đó Perry và giai điệu nổi như những quả bóng bay màu đỏ". Helen Brown từ tờ Daily Telegraph tuyên bố rằng, trong bài hát, Perry "nghe giống như một người phụ nữ và một nghệ sĩ, người cuối cùng đã tìm thấy chính mình". Allison Stewart từ The Washington Post nói rằng "By the Grace of God" xếp hạng "trong số những bài hát mạnh nhất của Perry", và đó là "bài hát nhạy cảm và ảnh hưởng kỳ lạ nhất của cô ấy từ trước đến nay, một bài hát khiến cô ấy xa cách - xem xét các đồng nghiệp và cũng từ Thương hiệu ". John Walker từ MTV nhấn mạnh thực tế rằng bài hát "nhẹ về số liệu của lời nói và các bình luận quá dễ tiếp cận", so với các ẩn dụ có trong lời bài hát " Wide Awake ".
Ngược lại, Sal Cinquemani từ Tạp chí Slant mô tả nó là "một tuyên bố tự phong cách Paula Cole vui vẻ ". Jon Dolan từ Rolling Stone chỉ trích lời bài hát của nó và tiêu cực so sánh chúng với Alanis Morissette. Kitty Empire từ The Guardian đã tìm thấy bài hát "được cưỡi với những lời sáo rỗng". Mesfin Fekadu từ ABC News nghĩ rằng cả hai bài hát đều "hay", nhưng tuyên bố rằng họ "có thể tuyệt vời nếu Perry không giữ lại và khám phá nhiều hơn về ngôn từ và âm thanh". Chris Bosman từ Kết quả âm thanh đã chỉ trích vị trí của nó trong danh sách ca khúc của album và nghĩ rằng họ "sẽ nổi bật hơn nếu họ ('By The Grace of God', và bài hát kết thúc 'Double Rainbow') đã bị buộc phải cọ xát khuỷu tay, do đó đánh cắp động lượng và tác động lẫn nhau ".  Carl Williott từ Idolator đã ca ngợi ca khúc này là "đối trọng tốt với Roar ".

## Thương mại
Sau khi phát hành album, "By the Grace of God" đã lọt vào UK Singles Chart ở vị trí 179 vào tuần 2 tháng 11 năm 2013, và đạt đỉnh trên bảng xếp hạng Bubling Under Hot 100 Singles của Billboard ở vị trí thứ 10, bảng xếp hạng 25 bài hát không thể xếp hạng trên Billboard Hot 100. Nó cũng xuất hiện trên bảng xếp hạng Bài hát kỹ thuật số nóng của Mỹ ở vị trí 71, nơi nó chỉ tồn tại trong một tuần. Nó cũng lọt vào Bảng xếp hạng quốc tế Gaon của Hàn Quốc ở vị trí 77 với doanh số 2.104.

## Biểu diễn trực tiếp

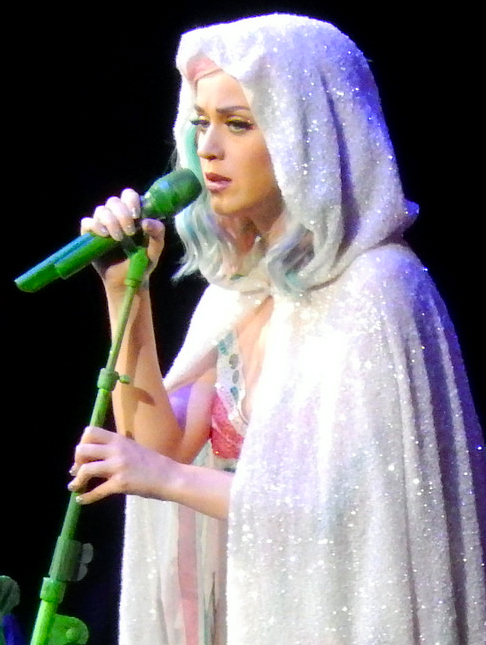
Perry biểu diễn "By the Grace of God" trong The Prismatic World Tour.

"By the Grace of God" đã được ra mắt trong buổi chiếu đầu tiên của Perry tại Roundhouse ở London, Anh cho Lễ hội âm nhạc Apple của cô, được tổ chức vào ngày 30 tháng 9 năm 2013. Khi cô hát xong, Perry cảm ơn người hâm mộ của mình vì đã "để [cô] ở lại". Vào ngày 22 tháng 10 năm 2013, Perry đã tổ chức một bữa tiệc phát hành cho Prism nơi cô biểu diễn "By the Grace of God" cùng với các bài hát khác từ Prism. Tiffany Lee từ Yahoo! Âm nhạc đã viết rằng các bản tái hiện " Vô điều kiện " của Perry và "Bởi ân sủng của Thiên Chúa" "tỏa sáng như ánh sáng xuyên qua lăng kính trong khung cảnh âm thanh của họ". Bài hát được đưa vào danh sách setlist trong Prismatic World Tour.
Perry đã biểu diễn bài hát tại Lễ trao giải Grammy thường niên lần thứ 57 được tổ chức vào ngày 8 tháng 2 năm 2015. Buổi biểu diễn là để hỗ trợ các nạn nhân bạo lực gia đình và tấn công tình dục. Trước khi cô xuất hiện trên sân khấu, một tin nhắn video được ghi sẵn từ Tổng thống Mỹ Barack Obama đã được trình chiếu, trong đó có cảnh anh khuyến khích các nhạc sĩ ủng hộ chiến dịch tấn công tình dục "#ItsOnUs". Sau đó, nạn nhân bạo lực gia đình Brooke Axtell đã có bài phát biểu ngắn về câu chuyện của mình. Trong buổi biểu diễn, Perry được mặc một chiếc váy trắng, trong khi bóng tối nhảy múa phía sau cô. John Walker của MTV đã coi nó là "màn trình diễn mạnh mẽ nhất" của cô ấy, trong khi Arienne Thompson của USA Today viết rằng nó "mạnh mẽ và khuất phục" so với các bộ "lòe loẹt và vui tươi" mà Perry được biết đến.
Perry đã trình diễn bài hát vào ngày 22 tháng 6 năm 2018 ở Witness: The Tour tại Manchester Arena ở Manchester, Anh để tưởng nhớ những nạn nhân đã chết trong vụ đánh bom Manchester Arena.

## Đội ngũ sản xuất
Địa điểm ghi âm
- Ghi lại tại Rocket Carousel Studios ở Los Angeles, California.
- Hỗn hợp tại Mixstar Studios ở Virginia Beach, Virginia.

Nhân viên
- Katy Perry - hát lại, hát chính, sáng tác, sản xuất, sản xuất giọng hát
- Greg Wells - sáng tác, sản xuất, trống, piano, synths và lập trình
- Serban Ghenea - trộn
- John Hanes - kỹ sư pha chế

## Xếp hạng
| Bảng xếp hạng (2013)                     | Vị trí cao nhất |
| ---------------------------------------- | --------------- |
| Hàn Quốc (Gaon Chart)                    | 77              |
| UK Singles (The Official Charts Company) | 179             |
| 10                                       | 10              |
| US Hot Digital Songs (Billboard)         | 71              |